# Thaïs (opera)
Thaïs – opera (Comédie lyrique) w trzech aktach i siedmiu obrazach, do muzyki Jules’a Masseneta i libretta Louisa Gallet’a, według powieści Tais Anatole’a France’a. Miała swoją prapremierę na scenie Wielkiej Opery Paryskiej dnia 16 marca 1894 roku.

## Główne role
- Thaïs, kurtyzana - sopran
- Atanael, młody mnich - baryton
- Nikias, młodzieniec - tenor
- Palemon, stary mnich - bas
- Albina, przeorysza - kontralt

## Treść opery
Miejsce akcji: Teby, Aleksandria i pustynia w Egipcie.
Czas akcji: Koniec IV wieku n.e.

### Akt I

#### Scena 1
Nad brzegiem Nilu nieopodal Teb, grupa cenobitów spożywa swój dzienny posiłek. Jedno miejsce pomiędzy nimi jest puste: to młody mnich, Atanael (Pafnucy w noweli France’a), jest wciąż nieobecny. Palemon, stary mnich i ich zwierzchnik, wznosi się i wyraża dziękczynienie ku niebu za dary na ich stole. Inni wyrażają podobne myśli, a jeden z nich w modlitwie wymienia imię brata Atanaela. W odpowiedzi Palemon mówi, że wkrótce już powinien on powrócić z Aleksandrii. Oto ostatniej nocy miał sen, że Atanael jest już właśnie w drodze powrotnej. Podczas gdy wszyscy wymawiają z troską jego imię, Atanael ukazuje się w pobliżu, podchodząc do nich powoli i jakby wahająco, z bólem i w cierpieniu, w widomym zmęczeniu po dalekiej i wyczerpującej drodze.
Bracia zakonni witają go ochoczo i komentują pomiędzy sobą na temat jego niedbałego wyglądu. Siadając wśród nich do stołu, Atanael odsuwa jedzenie, które mu podali. Będąc początkowo milczącym, pogrążonym głęboko w swych myślach, nagle oświadcza im, że Aleksandria została skorumpowana przez złą i rozpustną niewiastę niezwykłej urody, Thaïs. Opowiada im dalej na temat swego z nią pierwszego spotkania (Hélas! enfant encore), jak jeszcze w swojej młodości chciał był złożyć jej swą wizytę, lecz oto na samym progu jej rozpustnego domu, mówi, sam Bóg powstrzymał go przed wstąpieniem i ulegnięciem pokusom. Teraz zaś oświadcza im w ekstazie, że jego misją jest ocalić jej duszę.
Próbując go uspokoić, Palemon doradza mu, aby unikał tamtego miejsca i trzymał się z dala od ludzi tej zepsutej epoki, którzy prędzej zniszczą go swą niegodziwością zanim będzie w stanie komukolwiek z nich pomóc. Po krótkiej modlitwie (Que les noirs démons de l’abime), wszyscy udają się na spoczynek. Atanael, powierzając swą duszę Bogu, zapada w sen. Scenę stopniowo ogarnia ciemność.
Podczas gdy wyborna melodia wybija się z orkiestry, na dalszym planie materializuje się nocna wizja Atanaela: widzi on wielki teatr w Aleksandrii, a na jego scenie - Thaïs, w roli Wenus, bogini miłości - porusza się w lubieżnym tańcu. Długotrwały aplauz i okrzyki Thaïs! są słyszalne zewsząd, ale coraz słabiej i słabiej, tak jak we śnie. Kiedy taniec Thaïs osiąga swój punkt kulminacyjny, wizja rozprasza się i zaczyna świtać.
Przerażony Atanael budzi się, wykrzykując o swej nocnej marze (Horreur! Ténèbres éternelles!), pada na kolana i w ekstazie modli się, że ten koszmarny sen był znakiem samego Boga, że teraz on, Atanael, musi podążyć ponownie do Aleksandrii i ocalić duszę Thaïs od potępienia wiecznego (Toi qui mis la pitié dans nos âmes), a następnie wzywa wszystkich braci, aby im to oznajmić. Aczkolwiek Palemon próbuje go wpierw powstrzymać, ale w końcu zgadza się i daje mu swoje przyzwolenie i Atanael odchodzi modląc się o odwagę i moralną siłę (Espirit de lumière et de grâce).

#### Scena 2
Miejsce zmienia się do palmami osłoniętego tarasu w willi Nikiasa w Aleksandrii, z której to widok rozpościera się na całe miasto i morze. Z boku tarasu znajduje się sala bankietowa. Zbliża się, wahając, Atanael. Widząc go i jego wystrój, sługa Nikiasa przegradza mu drogę w niegrzeczny sposób i doradza, aby ten poszedł sobie żebrać gdzie indziej. Atanael prosi go, by poinformował natychmiast swego pana, że to stary jego przyjaciel przyszedł w odwiedziny. Wprawdzie sługa usiłuje najpierw odwieść go od tego spotkania, ale w końcu ulega pod rozkazującym naciskiem Atanaela i odchodzi wypełnić zadanie.
Patrząc na to miasto z tarasu, Atanael śpiewa dramatyczny monolog, w którym lamentuje nad losem Aleksandrii, niegdyś pięknego masta swej młodości, a teraz upadłego w dniach zła i korupcji (Voilà donc la terrible cité!). W momencie kulminacyjnym swej arii, prosi aniołów niebieskich aby pomogły mu oczyścić to miasto z grzechu.
W jaskrawym kontraście do jego inwokacji słychać głosy kobiet zmieszanych w wybuchach kpiącej wesołości. Wkrótce Krobyla i Myrtala, dwie piękne niewolnice, ukazują się prowadząc swego pana, Nikiasa, bogatego i lubieżnego Aleksandryjczyka. Jest on wprawdzie cynicznym filozofem, ale jednocześnie łagodnym i wspaniałomyślnym człowiekiem. Ujrzawszy Atanaela podbiega, aby z afektem gorąco przywitać swego byłego przyjaciela wśród filozofów i dziwi się dobrodusznie obserwując niedbały jego wygląd; pyta o cel jego wizyty.
Atanael odpowiada mu wpierw pytaniem o Thaïs, czy on ją zna. „Faktycznie i to nawet bardzo dobrze,” odpowiada mu Nikias ze śmiechem. Wszak sprzedał już wiele swoich posiadłości, wliczając w to i winiarnię i młyn, aby móc opłacić tylko kilka dni i nocy z Thaïs. Lecz nawet całe to jego bogactwo, dodaje żałośnie, zdaje się nie wystarczać, aby utrzymać ją zbyt długo przy nim. Wówczas Atanael wyjawia swój cel, iż przybył tu, aby zbawić duszę Thaïs i przekonać ją, by wstąpiła do klasztoru.
Z cyniczną uwagą Nikias ostrzega go, że Thaïs ma całą Aleksandrię u swych stóp. Co więcej, jest ona także najwyższą kapłanką w świątyni Wenus, bogini której nie można oprzeć się bezkarnie. W odpowiedzi Atanael oznajmia, że Bóg będzie go chronił. Chcąc rozweselić swego przyjaciela z tych rozmyślań i deklaracji, Nikias wyjawia mu, że wkrótce sama Thaïs ma zawitać w jego domu na ucztę po jej występach w teatrze. Niechaj ujrzy wtedy ją sam w całej jej piękności, którą to tak zaciekle postanowił nawrócić. W tym celu Nikias zarządza, aby przyniesiono Atanaelowi wykwintne ubranie, godne takiej dostojnej wizyty w tym miejscu. Służba wystraja Atanaela w nowe stroje komentując, że ten zaniedbany mnich jest w gruncie rzeczy całkiem przystojnym młodzieńcem, zaś Atanael modli się o wytrwałość w swym powziętym zadaniu.
Okrzyki są słyszalne z oddali. Patrząc w stronę miasta Nikias oświadcza, że Thaïs jest już niedaleko. Grupa aktorów i filozofów, wszyscy przyjaciele Nikiasa, zapełniają taras, a i wkrótce pojawia się sama Thaïs. Wszyscy witają ją w majestatycznym chórze. Po jej powitaniu, Nikias zaprasza wszystkich na ucztę. Gdy Thaïs podąża tam za innymi, Nikias zatrzymuje ją. Patrząc na niego z szyderczym uśmiechem oznajmia mu ona, że tego wieczoru będzie zasiadała przy jego stole po raz ostatni. Strapiony Nikias wyrzuca jej, że to zaledwie tydzień trwała ta ich znajomość i głosy ich mieszają się w rozległych frazach duetu, w którym śpiewają o najbliższej przyszłości, gdy będą już dla siebie nikim, lecz tylko wspomnieniem imion (Demain, je ne serai pour toi qu’un nom).
W tym momencie Atanael powraca z sali bankietowej z kilkoma swoimi rozmówcami. Na widok Thaïs staje jak wryty. Podobnie i ona zauważa go, mówiąc do Nikiasa, że pamięta iż go już przedtem gdzieś widziała. Nikias wyjawia jej, że Atanael jest filozofem, który przyjął święte przysięgi i ruszył w pustynię, aby żyć jako mnich. Zaś przybył tutaj, ciągnie dalej Nikias, aby wybawić jej duszę. Zdziwiona Thaïs zapytuje jakiej doktryny to on naucza. Atanael, posłyszawszy ostatnie jej zapytanie, dokańcza zamiast Nikiasa: „nauczam pogardy dla ciała i pokuty za grzechy."
Patrząc nań w zamieszaniu pomiędzy ciekawością i zadziwieniem, Thaïs oświadcza, że nie zna praw innych niż miłość. Gdy zaś Atanael oskarża ją o bluźnierstwo, odpowiada mu w zmysłowym, uwodzicielskim refrenie (Qui te fait si sévère). Jest zdziwiona tym, że wzbraniał dla siebie samego rozkoszy tego świata i zapytuje, dlaczego nie pogrążył się nigdy w namiętności. Nęcąc go dalej zachęca, aby zażył rozkoszy życia, a reszta gości chóralnie powtarza jej frazę.
W odpowiedzi Atanael wykrzykuje, że nie da się uwieźć, iż podąży za Thaïs do samego jej pałacu, by przynieść jej zbawienie, a gdy gromada gości wyśmiewa go szyderczo, on z zapalczywością potępia ich wszystkich. Thaïs, nie chcąc dopuścić do awantury i przemocy, rozpoczyna swój taniec w pozie Wenus, jako to Atanael widział ją uprzednio w swoim śnie, i zaprasza go do swego domu, rzucając mu wyzwanie: niechaj przybędzie on tam sam, by oprzeć się potędze tej bogini, której ona, Thaïs, służy – Wenus. Gdy Atanael wycofuje się i ucieka w przerażeniu, kurtyna zapada.

### Akt 2

#### Scena 1
Thaïs przybywa do swojego domu z grupą przyjaciół, lecz wkrótce każe im odejść, będąc zmęczoną ich towarzystwem. W dramatycznym monologu (Ah! je suis seule, seule enfin!) wyraża rozczarowanie, z goryczą rozważając nad swoją samotnością i powierzchownością ludzi, którzy ją otaczają, a następnie kontynuuje swe myśli w pięknej arii, Dis-moi que je suis belle – znanej jako Aria Przed Lustrem. Spoglądając w zwierciadło żąda, aby ono zapewniło ją, że jej piękność będzie trwać wiecznie. Na samą myśl, że być może, jednego dnia będzie starą i brzydką, ogarnia ją przerażenie. Z żarliwością modli się tedy do Wenus, błagając boginię aby jej przyrzekła, że Thaïs będzie zawsze młoda i powabna (Vénus, invisible et présente!).
Kończąc swe modły, Thaïs dostrzega nagle Atanaela stojącego u progu jej pokoju i obserwującego ją przenikliwie. Zapraszając go gościnnie do środka zauważa, iż dotrzymał swojej obietnicy odwiedzenia jej tutaj, zaś Atanael modli się po cichu prosząc o siłę w wytrwaniu przeciwko jej pokusom. Patrząc teraz na nią zdumiewa się nad jej pięknością, widząc tym bardziej jak bardzo byłaby wartą nawrócenia. Pomyłkowo biorąc jego gorliwość za żarliwość, Thaïs ostrzega go, by jej nigdy nie kochał. On zaś, w odpowiedzi, wykrzykuje że kocha ją w sposób, którego ona nie jest jeszcze w stanie pojąć. Jego miłość jest wyłącznie duchowa i tylko taka miłość przyniesie jej głęboką radość i szczęście. Ale Thaïs kpiąco zaręcza go, że wszelkie zachwyty miłosne są znane jej już nie od dziś.
W fanatycznej ekstazie Atanael oświadcza Thaïs, że oczyści jej serce z tejże bezwstydnej, ziemskiej „miłości” i poprowadzi ją na drogę do życia wiecznego. W tym momencie Thaïs, pamiętając swoją modlitwę i błaganie Wenus o wieczną piękność, patrzy na mnicha w pomieszaniu pomiędzy zadziwieniem i trwogą: wygląda on dla niej jak prorok potrafiący czytać jej tajne myśli i najbardziej ukryte pragnienia. Tak zatem dla tej tajemniczej „miłości”, szepce mu w odpowiedzi, będzie gotową ulegnąć mu. Podchodząc do posągu Wenus, rozpala perfumowane kadzidło stojące u stóp i jakoby wykonując obrzęd sakralny, zaczyna intonować swe zaklęcia skierowane do bogini miłości. Gdy dym z kadzidła unosi się ponad jej głowę, Atanael, dręczony jej pięknością, modli się, by jej wdzięki mogły być dla niego niewidoczne.
Emocjonalnie wstrząśnięty, zrywa następnie swą togę wykrzykując, że on to Atanael, święty mnich pustynny, przeklina więzy cielesne wiążące Thaïs (Je suis Athanaël, Moine d’Antinoé!). W piorunującym tonie rozkazuje jej wznieść się z grobu swej degradacji i grzechu. Na to, pochwycona przestrachem Thaïs, rozpościera się przed nim i błaga o litość. Prosi go, by jej nie winił za to, że przeznaczenie obdarzyło ją pięknością i w oszołomieniu błaga, by ocalił ją od śmierci. W trumfie, Atanael przyrzeka jej, że wkrótce zostanie zaręczona z Chrystusem i osiągnie życie wieczne. W ekstatycznych frazach Thaïs śpiewa o tej swej przyszłej radości zapełniającej jej duszę.
W tym momencie słychać w oddali głos Nikiasa wzywającego Thaïs, że przybywa do niej właśnie po ostatni pocałunek. Thaïs kuli się od tych jego słów i wstrząsa się w obrzydzeniu na samą myśl tych pogańskich pieszczot. Głos Nikiasa słychać znowu, śpiewającego w beztroskiej wesołości o jutrze gdy będzie już przez nią pamiętany tylko wspomnieniem imienia. Thaïs pyta Atanaela o to, czy ten nie powiedziałby swemu przyjacielowi, a jej byłemu kochankowi, że ona już więcej nie dba o przyjemności, które tamten ma do zaoferowania. Atanael oznajmia jej, że on sam będzie czuwał przed progiem jej domu i czekał, gdy już będzie gotową pójść za nim.
W nagłej zmianie nastroju, Thaïs obraca się przeciwko Atanaelowi wykrzykując, że to ona jest kurtyzaną zwaną Thaïs i że takową pozostanie, protestując że nie chce nic od niego ani jego Boga, wybuchając dzikim śmiechem który zamienia się szybko w histeryczny płacz. Podczas gdy rozgoryczony Atanael patrzy na nią w osłupieniu, kurtyna zapada.
Pomiędzy poprzednią i następną sceną grane jest intermezzo Medytacje dla skrzypiec solowych na tle cichego akompaniamentu orkiestry. Muzyka ta symbolizuje spirytualną regenarację Thaïs: aczkolwiek, w ostatniej chwili, zdała się odmówić Atanaelowi i nie wybrać nowej drogi, sama idea została jednak zasiana.

#### Scena 2
Niedaleko przed wejściem do domu Thaïs śpi Atanael, oczekując jej. Nieopodal, w następnym domu, Nikias odbywa libację wśród swoich przyjaciół, z licznymi światłami i żywą muzyką płynącą z jego wnętrza. Thaïs, trzymając w ręku lampę, wychodzi ze środka swego domu, rozgląda się dokoła, dostrzega śpiącego Atanaela i podchodzi doń.
Mnich budzi się na dźwięk jej cichego głosu. A ona, z głęboką pokorą oznajmia mu, że płakała i modliła się całą noc ubiegłą, a teraz jej dusza jest wypełniona oślepiającym światłem. W jego blasku widzi teraz jak puste i bezsensowne było jej dotychczasowe życie. Mówiąc mu, że jest gotową być posłuszną każdemu jego rozkazowi, pyta, co ma uczynić. Atanael obwieszcza jej, że muszą podążyć w pustynię do klasztoru (Non loin d’ici, vers l’occident), gdzie poprzez pokutę i medytacje oczyści siebie z grzechu i odnajdzie szczęśliwość boską. On sam ją tam zaprowadzi i odda w ręce przeoryszy Albiny, która poświęci ją dla Pana. Thaïs śpiewa radośnie, iż jest gotowa do drogi.
Zanim wyruszą jednak, Atanael napomina ją, że musi najpierw zniszczyć wszystko to co wiązało ją z życiem poprzednim: swój dom, osobiste posiadłości oraz obrazy symbolizujące jej bezwstydne życie. Gdy Thaïs potulnie gotowa jest spełnić te żądania, zatrzymuje się przed statuetką Erosa stojącą u jej drzwi. Biorąc go w ręce zapytuje się Atanaela, czy będzie jej zezwolone zachować tylko ten obraz boga miłości (Cette image d’ivoire). Wszak robiła wszystko co najlepsze, by służyć temu łagodnemu bożkowi, podkreślając że żałuje tylko tych chwil, kiedy naruszała jego prawa i nie w pełni poświęcała się miłości. Z rozbrajającą prostotą oświadcza teraz Atanaelowi, że jej zdaniem warto by wziąć ten wizerunek do klasztoru, gdzie mógłby natchnąć wszystkich patrzących nań, by myśleli o miłości i tą drogą obrócili się ku Bogu. To był dar Nikiasa, dodaje skromnie.
Słysząc to, w przypływie nieokiełznanego wybuchu, Atanael przeklina Nikiasa jako źródło jej zepsucia i rozbija posążek o ziemię. „Wszystko musi być zniszczone,” oświadcza, wykrzykuje jej w twarz: wszystko to, co ma jakiekolwiek powiązanie z jej przeszłością, musi być pożarte w płomieniach i tak pozostać w zapomnieniu. Będąc głęboko zaszokowaną i wystraszoną przez ten jego nagły wybuch, Thaïs powtarza za nim te obwieszczające słowa w dramatycznym unisonie (Que tout ce qui fut moi retourne a la poussière) i powoli idzie za nim do wnętrza domu.
Nikias i jego kompania, śmiejąc się i śpiewając, wychodzi z sąsiedniego domu. Nikias nalega, by kontynuowali swoją libację oznajmiając, że przy stole gry wygrał już trzydzieści razy więcej niż to, co zapłacił był za miłość do Thaïs, wołając po tancerzy i zabawiaczy, domagając się więcej światła i dzikiej muzyki. „Nic nie jest rzeczywiste lecz życie,” wykrzykuje z egzaltacją. Tłum wiwatuje na cześć tej sprzyjającej mu fortuny. Tancerze zjawiają się i następuje seria baletowa, na koniec której goście w wybuchu chóralnym oddają im cześć w Evohè!.
Nagle wzrok wszystkich pada na dom Thaïs, skąd wychodzi Atanael z pochodnią. Nikias i jego towarzystwo, myśląc że Thaïs dodała także i mnicha do listy swych podbojów, wykrzykują jego imię w zdziwieniu, ale i z aprobatą. Ciskając pochodnię ku ziemi, Atanael mówi im, że bezwstydna Thaïs, która była ich faworytą, już nie żyje. „Oto zaś jest odrodzona Thaïs,” wykrzykuje. Z tymi jego słowami, poruszając się powoli, Thaïs wychodzi z domu z pochyloną głową. Włosy luźnie zwisają jej na ramionach i ubrana jest w surową, zwykłą tunikę. Tłum patrzy z osłupieniem. Z wnętrza jej domu zaczynają ukazywać się widome znaki pożaru: blask płomieni i dym.
Kiedy Atanael upomina ją następnie, by podążyła zań i opościła to miasto rozpusty raz na zawsze, tłum głośno protestuje (Jamais! Non! L’emmener!). Nastaje dramatyczny finał. Ludzie dają wyraz swemu oburzeniu, iż mnich zabiera im ich ukochaną Thaïs. Gdy Nikias próbuje powstrzymać ją w ostatniej chwili, Atanael odpycha go mówiąc, by jego nieczyste ręce nie tykały dziecięcia bożego. Wszyscy patrzą z przerażeniem na wzrastający pożar pochłaniający cały dom Thaïs, a następnie obracają się wściekle przeciwko Atanaelowi i grożą mu śmiercią: rzucony czyjąś ręką kamień trafia go prosto w twarz. W dzikim podnieceniu tłum napiera bliżej i bliżej i jest zdecydowany odebrać mu Thaïs. Nikias robi wszystko w swej mocy by uchronić ich oboje, sięga do kiesy i rozrzuca naokoło całą garść wygranych pieniędzy, by odwrócić uwagę motłochu. Wszyscy oni rzucają się natychmiast do zbierania pieniędzy, Nikias żegna się z Thaïs, ostrzegając ją, że nigdy nie będzie w stanie zapomnieć o swej przeszłości (Adieu, Thaïs! En vain tu m’oubliéras!). Podczas gdy żądny tłum rzuca się ponownie na nich, Nikias dostarcza im następną garść swego złota. Thaïs i Atanael uciekają, a jej dom zawala się i kurtyna zapada.

### Akt 3

#### Scena 1
Atanael i Thaïs zjawiają się po długiej podróży w oazie na pustyni w pobliżu klasztoru Albiny. Thaïs jest prawie bliska śmierci z wyczerpania. Przystając na chwilę w tej oazie, Thaïs błaga Atanaela, by pozwolił jej chwilkę przystanąć, lecz on nieustępliwie nalega na kontynuację wędrówki mówiąc, że musi ona pokarać swe ciało i tylko tą drogą oczyścić się z grzechu. Wszak ona, będąca obiektem pożądania pogan, Atanael kontynuuje swe kazanie, jest poświęconą teraz Bogu i musi nauczyć się pogardzać ciałem, które tak bardzo uprzednio czciła. Z fanatyczną gorliwością domaga się od niej okazania skruchy.
Thaïs jednak naprawdę jest przemęczona i dalsza uciążliwa wędrówka jest niemożliwa. Na skraju omdlenia błaga go więc o wypoczynek. Dopiero gdy, powstrzymując ją od upadku i odprowadzając do cienia, Atanael bierze ją w objęcia, jego nieustępliwość zdaje się ustępować i gorliwość łagodnieje. Śpiewa, że widok jej pokaleczonych stóp obudził w nim litość (Ah! des gouttes de sang coulent). W przypływie wyrzutów sumienia nad swoją surowością, upada teraz u jej stóp, płacząc, namiętnie wymawiając jej imię, prosi o wybaczenie.
Thaïs, będąc zdziwioną tą jego nagłą przemianą, i słysząc że jej imię brzmi tak słodko w jego ustach, jest gotowa iść dalej tak jak i tego on sobie przedtem życzył, ale tym razem Atanael mówi jej, że wpierw przyniesie jej wodę i owoców, a to przywróci jej siły. Gdy odchodzi na chwilę, by wypełnić to zadanie, Thaïs rozmyśla nad jego łagodnością w delikatnym refrenie (O messager de Dieu). Cieszy się, że pokój, który był on przyniósł jej duszy, zdaje się triumfować nad dolegliwościami jej ciała. Gdy Atanael powraca i daje jej jedzenie, w duecie wyrażają duchową jedność (Baigne d’eau mes mains et mes lèvres).
Ta ich wzajemna idylla jest przerwana nadejściem przeoryszy Albiny i sióstr klasztornych. Atanael wita ich z wielką dystynkcją. Solennie oświadcza, że właśnie przywiódł im grzesznicę, która okazała skruchę i chce być poświęconą Bogu. (La paix du Seigneur soit avec toi). Prowadzi następnie Thaïs ku przeoryszy, która obejmuje ją czule. Mówiąc, że zadanie jego zostało właśnie dokonane, Atanael opuszcza Thaïs, zalecając jej by była pokorną w pokucie i modlitwie. Ze wzruszeniem Thaïs wyraża wielką wdzięczność dla niego za zbawienie jej duszy, a następnie żegna się z nim na zawsze (Adieu pour toujours!). Podczas gdy sama rusza w drogą za przeoryszą, Thaïs śpiewa, iż zobaczą się znowu w niebie.
Na te jej ostatnie słowa Atanael wzdryga się. Spoglądając za nią jakby w oczarowaniu i w nostalgii, Atanael z przykrością rozważa nad jej odejściem. Prześladowany myślą, iż nigdy już więcej jej nie zobaczy, zapłakuje teraz w rozpaczy. Kurtyna zapada.

#### Scena 2
Chaty cenobitów jak w akcie pierwszym. O zachodzie słońca grube chmury zbierają się na horyzoncie i burza zbliża się do ich siedlisk, zmuszając ich do szukania schronienia dla siebie i ich skromnego dobytku. Jeden z nich zapytuje się o Atanaela, inny odpowiada mu, iż tenże pości już od dwudziestu dni. Wkrótce i on sam nadchodzi. Wychudły i wynędzniały, nie zauważa prawie nikogo, gdy mija ich w pobliżu i podchodzi do Palemona. Gdy inni usuwają się taktownie w dal, Atanael błaga tego ostatniego, by pozostał z nim na chwilę. W dramatycznym refrenie wyraża straszliwą udrękę, jaką spowodowało niedawne jego spotkanie z Thaïs (Tu sais, O Palemon). Ocalił był on duszę Thaïs, ale ceną stało się to, że odtąd zaczął być prześladowany przez sny o niej i jej zachwycającej piękności. Wszystkie najmilsze postacie historii wydają się mu jakby skoncentrowane w tej jego wizji o Thaïs, a wizja ta nie daje mu spokoju dniem i nocą. Zniewolony swą namiętnością, pada teraz do stóp Palemona. Stary mnich ze smutkiem wypomina mu jednak, jak to on sam go uprzedzał z początku przeciwko tej misji i mieszania się pośród ludzi tej grzesznej epoki. Obejmując go w patetycznym geście, Palemon odchodzi.
Atanael modli się po cichu przez chwilę, a następnie kładzie się przed progiem chaty. Prawie natychmiast Thaïs ukazuje mu się w nowej wizji, dręcząc go tymi samymi słowami, których używała podczas ich pierwszego spotkania w domu Nikiasa, Qui te fait si sévère. Gdy Atanael, w swym śnie, zapamiętale woła ją po imieniu, Thaïs wybucha sardonicznym śmiechem i znika.
W echu jej śmiechu odzywają się następnie głosy obwieszczające Atanaelowi, że aleksandryjska Thaïs stoi na progu śmierci (Thaïs va mourir). Budząc się nagle ze snu, Atanael zrywa się na równe nogi, wyszeptując te ostatnie ich słowa. W intensywnie dramatycznej arii, wzburza się nad bezsensowną okrutnością świata, w którym to tak ukochana istota jak Thaïs może umrzeć. Podczas gdy on, dziko wykrzykując, że ją kocha i musi ujrzeć raz jeszcze, i wybiega w pustynię prosto w rozszalałą burzę, kurtyna zapada.
Podczas zmiany scenerii, ilustrujące intermezzo orkiestrowe przedstawia podróż Atanaela do klasztoru Albiny. Przy jego końcu muzyka stopniowo uspokaja się w akordach odzwierciedlających religijny nastrój klasztorny.

#### Scena 3
Ogród w klasztorze. Thaïs, bliska już śmierci, wypoczywa w cieniu drzewa figowego. Albina z miniszkami klęczą naokoło jej łoża intonując modlitwę (Seigneur ayez pitié de moi). Przeorysza, patrząc na Thaïs, zauważa, iż trzy miesiące modlitw i pokuty zniszczyły ciało tej biednej istoty, ale zbawiły jej duszę.
Nagle w bramie ogrodu pojawia się Atanael. Jest bardzo podniecony, ale po chwili, gdy przeorysza podchodzi by go powitać, uspokaja się. Mniszki jeszcze bliżej otaczają Thaïs i przesłaniają ją od jego widoku. Albina powiada doń, że to dobrze iż przybył tutaj wyrazić swe błogosławieństwo dla tej kobiety, którą on sam przywiódł był do klasztoru, ponieważ ta już stoi na progu wieczności. W tym momencie otaczające Thaïs mniszki usuwają się na bok i Atanael po raz pierwszy zauważa ją po przybyciu do klasztoru.
Z bólem, pada u jej łoża i wymawia jej imię. Otwierając oczy, Thaïs wita go łagodnie. W intensywnie wzruszającym duecie zapytuje go, czy pamięta tą ich wspólną, duchowo odkrywczą, podróż do klasztoru (Te souvient-il du lumineux voyage). W ekstazie nadchodzącej śmierci śpiewa mu o pokoju i zadowoleniu, które przyniósł jej w swej nauce o znaczeniu boskiej miłości.
Atanael odpowiada jej, że nie może myśleć o niczym innym, tylko o jej pogańskiej piękności i swym pożądaniu do niej, które może być zaspokojone tylko przez jej miłość do niego. W rozpaczy uświadomienia sobie, że zniszczył był sam to, czego najbardziej pragnął. Oświadcza jej teraz, zaprzysięgając, że wszystko to co przedtem słyszała od niego, to były kłamstwa, iż jedyna prawda tkwi tylko w doczesnym życiu, w piękności i namiętności ludzkiej.
Podczas gdy, umierając, Thaïs mówi, że widzi przed sobą bogactwo oczekującego ją raju, gdzie ona znajdzie się w wiecznym zbawieniu, Atanael, ten poprzednio oddany religii, gorliwy mnich, który przywiódł ją był na próg zbawienia, zaklinając się zapalczywie, że ją kocha, załamuje się pod pręgierzem frustracji i wstydu, w obliczu niewypełnionej swej miłości do niej. Z jego stroskanym okrzykiem (Morte! pitié!), kurtuna zapada.